# Gravure sur pellicule
La gravure sur pellicule (aussi appelée grattage sur pellicule) est une technique par laquelle on grave des images directement sur de la pellicule cinématographique en utilisant un objet pointu (stylet, lame, etc.). Elle est surtout utilisée en cinéma d'animation et dans le cadre du cinéma expérimental, parfois aussi pour réaliser certains effets spéciaux.
La gravure sur pellicule appartient à un ensemble de techniques plus vaste appelé animation sans caméra.

## Principe technique
On peut graver sur pellicule en utilisant de l'amorce noire, c'est-à-dire un film négatif développé après avoir été exposé à une forte lumière (ce qui donne une pellicule entièrement noire) ou de la pellicule positive développée après avoir été impressionnée dans une caméra de prise de vues, sur laquelle figurent des photogrammes tournés par le graveur lui-même, ou par d'autres personnes (un réemploi qui nécessite une autorisation des ayants droit). À l'aide d'un objet pointu adapté, on gratte l'émulsion (c'est-à-dire la ou les couches photosensibles) en prenant soin de ne pas perforer le support lui-même. La surface grattée laisse passer la lumière et la pellicule ainsi travaillée peut être utilisée en tant que négatif original (avec inversion des valeurs de gris ou de teintes), ou en tant qu'intermédiaire (internégatif) pour créer un négatif (avec le respect des valeurs de gris ou de teintes).
Le cinéaste et théoricien québécois Pierre Hébert rappelle qu'il n'existe pas d'instruments dédiés à la gravure sur pellicule et que la pellicule elle-même n'est pas une surface prévue pour y dessiner commodément. L'épaisseur de l'émulsion, de même qu'une certaine élasticité, entre autres, posent d'importants problèmes de tracé qui limitent l'obtention d'un mouvement figuratif régulier. Aussi, la gravure sur pellicule est-elle utilisée pour créer des figures abstraites plutôt que figuratives.
Comme l'explique le critique Marcel Jean : « Fondamentalement, la gravure sur pellicule se distingue des autres techniques d’animation parce qu’il s’agit d’une soustraction plutôt que d’une addition : prenant pour matériau de l’amorce noire, l’artiste arrache l’émulsion à l’aide d’un petit objet pointu, traçant ainsi les lignes qui forment le dessin. L’image gravée sur pellicule est donc le résultat d’une déchirure dans l’opacité de l’émulsion qui recouvre la surface du film. Par conséquent, cette ligne est raboteuse, pleine d’aspérités qui sont amplifiées par le phénomène de la projection, les imprécisions de la ligne apparaissant sur l’écran de la salle de cinéma des milliers de fois plus grosses que sur la pellicule originale. ».

## Expérimentations singulières
Les cinéastes les plus connus ayant recours à cette technique sont Len Lye, Norman McLaren, Pierre Hébert et Steven Woloshen.
Le cinéaste anglais Paul Bush, cherchant à obtenir le rendu des gravures du XIXe siècle, a expérimenté une application singulière de la technique, combinant la rotoscopie et la gravure sur pellicule pour les films His Comedy et The Albatross. Dans le même ordre d'idées, la Canadienne Caroline Leaf a gravé les images d'Entre deux sœurs sur de la pellicule 70mm, chaque image étant ensuite refilmée sur de la pellicule 35mm.
À partir de 1985, le Canadien Pierre Hébert a donné plusieurs performances de gravure sur pellicule devant public. Ces spectacles prennent habituellement la forme d'une performance cinéma/musique pendant laquelle Hébert grave des images sur une boucle de pellicule 16mm tandis qu'un ou plusieurs musiciens improvisent devant l'écran. Les images sont projetées aussitôt qu'elles sont gravées sur la boucle, elles s'additionnent tout au long du spectacle de sorte qu'à la fin de celui-ci un petit film d'environ 25 secondes a pris forme. Le court-métrage La lettre d'amour résulte d'ailleurs d'une série de spectacles pluri-disciplinaires impliquant l'écrivaine Sylvie Massicotte, la danseuse Louise Bédard, le musicien Robert Marcel Lepage et Pierre Hébert.
Dans le long métrage L'étrange couleur des larmes de ton corps, réalisé par Marie-Hélène Cattet et Bruno Forzani, la gravure est utilisée comme effet spécial.
Dans The Curse of the Voodoo Child, Steven Woloshen grave des textures abstraites sur des images tirées d'un film érotique, donnant à l'ensemble un caractère psychédélique.

## Principaux films réalisés avec cette technique
- 1955 : Blinkity Blank, de Norman McLaren
- 1956 : Surprise Boogie, d'Albert Pierru[10]
- 1966 : Op Hop - Hop Op, de Pierre Hébert
- 1979 : Free Radicals, de Len Lye
- 1982 : Souvenirs de guerre, de Pierre Hébert
- 1987 : Linear Dreams, de Richard Reeves
- 1988 : La lettre d'amour, de Pierre Hébert
- 1990 : Entre deux soeurs (en), de Caroline Leaf
- 1997 : La Plante humaine, de Pierre Hébert
- 1998 : The Albatross, de Paul Bush
- 2005 : The Curse of the Voodoo Child, de Steven Woloshen